# Re:從零開始的異世界生活 Lost in Memories
《Re:從零開始的異世界生活 Lost in Memorie》，簡稱(Re:0 LIM)是SEGA公司開發的一款遊戲，於2020年9月9日上線，對應Android和iOS平台。根據小說系列《Re:從零開始的異世界生活》，它是該系列中的第一款官方手機遊戲。
2021年5月17日，小萌科技宣布取得台港澳代理權，於2021年7月15日發布該遊戲的繁體中文版；另外2021年6月24日，小萌科技宣布開始韓文版事前登入，於2021年7月30日上線，此遊戲為小萌科技進軍韓國首次代理營運。
繁體中文版發布不到一年，2022年6月6日小萌科技宣布，因代理合約調整，將於2022年7月6日17:00停止營運，此遊戲在小萌科技所代理的日製手遊中最為短命。繁體中文宣布結束營運沒多久，2022年6月20日小萌科技於NAVER宣布，因代理合約調整，將於2022年8月30日18:00停止營運。
2023年2月28日官方公布將於2023年5月12日結束營運。

## 故事簡介
《Re:從零開始的異世界生活 Lost in Memories》是一款角色扮演兼文字冒險遊戲 (ADV－RPG)。
在遊戲中，玩家將化身為失去記憶的主角「菜月昴」，在記憶的世界「追憶鄉」，與名為「希蓉」的綠髮少女一同重新體驗過去的事件，一點一滴喚起失去的記憶，並且尋找封印他記憶的始作俑者。

## 玩法
該遊戲具有偏離故事的分支路線 (IF路線&本篇別ver)。這些選項將引導玩家獲得故事的不同結果，將其轉變為“假設”場景。遊戲將顯示與菜月昴和其他角色的不同紐帶，前提是他做出了不同的選擇或在某些情況下相遇。此外，該遊戲還包含一個動畫中未包含的新的原創故事，該項目由作者長月達平監督。
戰鬥方面為回合制，玩家最多可以編組五位角色的隊伍，如果角色攜帶記憶結晶會有額外的加成效果。戰鬥中每個角色都有3個技能，輪到我方攻擊時，其角色必須選擇一種技能並選擇對象加以攻擊，攻擊結束後技能會有冷卻時間。如想強化技能，可通關技能祠堂獲得技能昇級素材。另外，角色將具有稱為“記憶板塊”的技能樹，玩家可以通過觀看劇情獲得的記憶PT來進一步強化角色。
聲優為小林裕介、高橋李依、水瀨祈、村川梨衣、新井里美、內山夕實等人代表，並加入由上田麗奈配音的原創角色來引導玩家。

## 系統

### 劇情&章
昴為了取回失去的記憶，對原作的世界進行回憶體驗的模式。劇情是由章→話的單位所構成的，章的構成可以在選擇章之後的流程圖裡來進行確認。

### 選項&IF路線
在故事進行中，有時會面臨對昂的行動做出選擇的時候，此時可以獲得知識、勇氣、情緒、魅力的記憶PT，記憶PT可以用在各角色的記憶板塊的培育上。
IF路線：根據選擇的內容，昴可以體驗到在原作無法體驗到的不同命運。

### 追憶鄉
昴為了取回失去的記憶，在追憶鄉裡展開冒險的模式，隨著昴在追憶鄉裡的故事發展，將會出現更為強力的敵人。

### 培育迷宮
是可以得到角色以及記憶結晶的培育材料的項目。
關於各個SP迷宮，雖然都有限制每天的挑戰次數，但是能夠得到的報酬也比一般的迷宮還要多。
- EXP特訓所：能夠得到經驗值材料。
- 進化的洞窟：能夠得到進化材料。出場的屬性迷宮會依照星期而有所不同。
- 技能祠堂：能夠得到技能昇級材料。出現的迷宮會依照星期而有所不同。

### 記憶的深淵
藉由遊玩此項目，可以獲得各式各樣的報酬。
- 碎片迷宮：能夠獲得該角色碎片的迷宮。  收集到尚未獲得的角色其碎片到一定數量後，可以到「角色碎片交換所」獲得該角色。已經獲得的角色其碎片可以當作覺醒材料使用。
- 強者之塔：每通過一層就可以獲得報酬的高難度迷宮。  攻略的進度會在固定的時間進行重置。

### 競技場
與遊戲內的其它玩家競爭的項目，在指定的時間內，經由對戰的勝敗來競爭分數。
- 階級：藉由獲得分數來進行提昇，階級越高，藉由戰鬥所獲得的競技場點數就會越多。
- 防衛設定：為了迎擊其它玩家，可以設置所持有的角色來組成防衛隊伍。
- 關於賽季：每1賽季通常是設定為1個星期。賽季結束後，將會發送各式各樣的報酬。
- 分數報酬：賽季結束後，依照當時的所屬階級所給予的報酬。
- 等級報酬：依照最後玩家的競技場排名所給予的報酬。
- 演習：可以跟NPC準備的隊伍進行對戰。獲勝的話就能夠得到報酬，每日都會進行重置。

## 主題曲
OP1 「Reloaded」
歌：nonoc，作詞：ミズノゲンキ，作曲・編曲：R・O・N
OP2「Mirror,Mirror,Mirror」
歌：鈴木このみ，作詞・作曲：草野華余子，編曲：Fumitake Igarashi

## 反响
該遊戲在日本發售第一天獲得了超過一百萬的下載量。
繁中版因小萌宣布停止營運後,導致大量玩家紛紛討論,成為該遊戲近期(宣布停止營運開始)話題。